# ロープボール
『ロープボール』は、原作・川原裕聖、作画・波多野秀行による漫画。『ビッグコミックスピリッツ』（小学館）で2003年に連載された。副題に「スポーツメーカー世界制覇大作戦」とある。
スポーツメーカーに視点を置いたスポーツ漫画。スポーツメーカーが新たなスポーツを考案して流行させることで、関連商品を独占することを主眼としている。

## あらすじ
中堅スポーツメーカー「ライズ」が新メジャースポーツ「ロープボール」を考案し、興行権や関連商品の売上を独占して利益を図ろうと計画。新メジャースポーツ「ロープボール」を一気にメジャーさせるために、いきなり近代オリンピックの公開競技として世間に発表し、最大のアピール効果を得ようと策略する。しかし、それには様々な難関が待ち受けていた……。

## 登場人物
ランディ・ナイツ
中堅スポーツメーカー「ライズ」会長。自社を世界一にする野望を持つ。
カトー
研修生。日本人青年。「ロープボール」考案者。「ロープボール」がナイツに認められ、「ライズ」の社員、国際ロープボール協会広報担当となる。
セレス・ジェフフィールド
「ライズ」副社長。
ライマー教授
スポーツ経済学の世界的権威。後に国際ロープボール協会会長となる。
ユーゴビッチ博士
スポーツ歴史学の第一人者。後に国際ロープボール協会副会長となる。
バレンチ
IOC会長。
ジョージ・バルカン
アメリカ海軍兵学校の練兵教官。後にロープボールアメリカ代表監督に就任。
アイリーン
ナイツ会長のガールフレンド。後にロープボールアメリカ代表選手となる。
ドベルコ・リャムチャイチャイ
ロープボールアメリカ代表のエース選手。スター性がある人物。
チャマ・ルワン
トッカーナ共和国の女性大統領。内戦時代はゲリラ戦の女戦士であった。ナイツの依頼でオリンピック開催国誘致に動き出す。
ヌバイ・ドワル
トッカーナ共和国の軍のナンバーワン実力者。
ジーク＆ボーグ・ガルダス
トップスポーツメーカー「ガルダス」会長兼CEO。眠らないという噂だが、実は双子で常にどちらかが一人の会長兼CEOとして執務しているため。双子であることは役員会にすら極秘とされている。
スポーツはスポーツギアを開発・生産するスポーツメーカーに依存することで発展し、企業体として利益優先は当然の帰結であり数々の世界記録を塗り替えたスポーツギアを開発したのは売れるからという理由のみと主張しており、スポーツに対する愛のかけらもない。

## 説明
ロープボール
サッカーよりも単純で、バスケットボールよりも高く、アイスホッケーよりも速く、ベースボールよりも戦略的で、アメリカン・フットボールよりも戦術に富むスポーツ。
チームは1チーム5人制で少なくとも1人は女性。スポーツメーカーが利益を得ることを主眼としているため、特徴的な競技場の設置を必要とすることや専用のスポーツギアが多いのが特徴。
詳細なルールは単行本1巻の36～39ページに掲載されている。
トッカーナオリンピックの目玉競技となっている。トッカーナの国民にも習熟した者がおらず、トッカーナ共和国で古くから伝わる遊戯をアレンジした国技ということになっているが、実は興行権や関連商品の売上を独占して利益を図るためにスポーツメーカー「ライズ」が仕掛けたもの。
ライズが全額負担する「国際ロープボール協会」を通じて、トッカーナオリンピック開催日まで競技内容を非公開とし、世界中の国と地域に競技内容を関係者以外に漏らさないことを条件に協会支部が設置される。
構想としては、トッカーナオリンピックで人工的に作り上げたスーパースターによってアメリカ代表が優勝し、アメリカでプロリーグを発足させ、3年後に世界統一リーグまで発展させるという青写真がある。
トッカーナ共和国
アフリカの小国。近年まで内戦が続いた発展途上国。年間数万人が餓えや疾病に苦しんでいるが、年間国家予算は約50億円でそれらを食い止めるための予算を殆ど捻出できない。

## その他
- オリンピック開会式における開会宣言はオリンピック憲章で国家元首が行うと明記されているが、作中では元国家元首がオリンピック開会宣言を行っている。
- 現実世界でアフリカの都市がオリンピック開催地に選ばれたことはない。アフリカの都市がオリンピック開催地に立候補をした例として、2004年夏季オリンピックの開催地に立候補をした南アフリカ共和国のケープタウンがある（4位で落選）。